# إل. جاي كالدويل
إل. جاي كالدويل (بالإنجليزية: L. Jay Caldwell)‏ هو مدير فني أمريكي، ولد في 19 يونيو 1871 في إيفراتا في الولايات المتحدة، وتوفي في 1950 في Shrewsbury, Massachusetts ‏ في الولايات المتحدة.